# 揚科爾溫鄉 (康斯坦察縣)
44°7′0″N 27°48′0″E / 44.11667°N 27.80000°E
揚科爾溫鄉（羅馬尼亞語：Comuna Ion Corvin, Constanța），是羅馬尼亞的鄉份，位於該國西南部，由康斯坦察縣負責管轄，面積114平方公里，海拔高度51米，2007年人口2,112，人口密度每平方公里19人。